# Jean-Pascal Hesse
Pour les articles homonymes, voir Jean-Pascal et Hesse.
Œuvres principales
- Pierre Cardin, 60 ans de création
- Maxim's, miroir de la vie parisienne
- L’Amant des Lumières

Jean-Pascal Hesse, né le 31 octobre 1963 à Salon-de-Provence est un auteur, historien de formation, qui dirige la communication du groupe Pierre Cardin. Impliqué dans la vie politique depuis 1989, il a été successivement élu à Salon-de-Provence et à Paris.
Il réside à Paris depuis 1992 et partage sa vie entre la capitale et la Provence (Gordes). Il a été réélu adjoint au Maire du 8e arrondissement de Paris, le 11 juillet 2020.

## Biographie

### Origines
Jean-Pascal Hesse est né à Salon-de-Provence. Sa famille installée en Algérie depuis 1832 a connu l’exode des Pieds-noirs en 1962. Il publie en 1991 une monographie relatant la création et l’évolution d’un petit village de la plaine de l’Isser, situé à soixante-dix kilomètres d’Alger : Courbet, rendant ainsi hommage à ses ancêtres maternels.
Par sa mère, il descend du général Don Sancho Fernández de Tejada, fondateur de la maison de Tejada,.

### Formation
Diplômé de l’Université de Provence, Jean-Pascal Hesse est titulaire d’une maîtrise d’histoire contemporaine (Institut d’histoire des pays d’outre-mer) et d’une licence d’administration publique à l’Institut d’études politiques d’Aix-en-Provence (IEP d’Aix),,,,,,,.

### Expérience professionnelle

#### Secteur public
Arrivé à Paris en octobre 1992, il commence sa carrière professionnelle au service culturel de la Ville de Paris. Il est nommé en 1994, chargé de mission auprès de Jacques Chirac durant la campagne des présidentielles en tant que rédacteur du courrier politique du candidat.
Jean-Pascal Hesse a organisé plusieurs expositions et événements culturels dans le cadre de ses fonctions municipales :
- Mairie de Salon-de-Provence : Benjamin Sarraillon, Yoshi Takata, Roger Corbeau, Marius Rey, Louis Astier.
- Parvis du Trocadéro : Tom Sachs avec la complicité du galeriste et marchand d'art Thaddaeus Ropac.
- Mairie du 16e arrondissement de Paris : Jean Cocteau, la Sauvage Compagnie, Ettore Greco.
- Mairie du 
8e arrondissement de Paris : Jean-Francois Cail, Marcel Proust.

#### Secteur privé
En novembre 1995, il rencontre Pierre Cardin par l’intermédiaire de son amie Monique Raimond. Affecté à la direction du service de presse du couturier, il va être également chargé de la communication de l’Espace Cardin, du restaurant Maxim's, du Palais Bulles et du festival d’art lyrique et de théâtre de Lacoste (Luberon),,,,,,,,,,,.
Proche collaborateur du créateur, il dirige aussi depuis 1995, les relations publiques de son groupe et gère la location et la commercialisation de sa résidence : le Palais Bulles, folie architecturale située à Théoule-sur-Mer, face à la baie de Cannes,,,.
Dans le cadre de ses fonctions professionnelles, Jean-Pascal Hesse a initié différentes expositions au sein de l'Espace  Cardin : Robert Combas, Hans Silvester, Rachid Khimoune, Jean-Henri d’Orléans-Bragance, Almir Reis,.

### Parcours politique
Engagé en politique depuis 1989, Jean-Pascal Hesse a été élu successivement au conseil d’administration de l’Université de Provence et nommé délégué des jeunes RPR de la onzième circonscription des Bouches-du-Rhône. Il a été conseiller municipal délégué à la culture de la ville de Salon-de-Provence durant la mandature 1995-2001 ,,,.
En 2008, il est élu conseiller d’arrondissement délégué auprès du maire du XVIe arrondissement de Paris, chargé des grands événements culturels,,.
Adhérent de l’UMP depuis novembre 2002 et des Républicains depuis mai 2015, il est membre du comité de la XIVe circonscription et du conseil départemental de Paris,,.
En 2020, il est colistier sur la liste (LR) de Jeanne d'Hauteserre et est élu  conseiller du 8e arrondissement de Paris,,.

### Œuvres
Jean-Pascal Hesse est l’auteur de diverses publications et de nombreux ouvrages publiés chez  Assouline (Assouline Publishing), aux éditions d’art Gourcuff Gradenigo et chez Flammarion.
- 1991 :  Courbet, village de la plaine de l’Isser (1873 - 1914), monographie d’un village algérien [2].
- 1996 : Benjamin Sarraillon (1900-1989), peintre des visages de l'Algérie[44].
- 2010 : Pierre Cardin, 60 ans de création, ouvrage consacré à la mode et à l'œuvre du couturier Pierre Cardin[45],[46].
- 2011 : Maxim’s, miroir de la vie parisienne, livre sur le célèbre restaurant Maxim's[16],[47],[48].
- 2012 : Le Palais Bulles de Pierre Cardin, album consacré à une folie architecturale et avant-gardiste[49].

- 2014 : À l’occasion du bicentenaire de la mort de Sade, il a publié L’Amant des Lumières, retraçant l’univers romanesque et fantasmatique de l'écrivain[50],[51].
- 2016 : Il publie aux éditions Gourcuff-Gradenigo :  L’Espace Pierre  Cardin, recueil dédié au théâtre des Ambassadeurs et préfacé par Gérard Depardieu. Avec de belles illustrations et photos, ce livre est un ouvrage de référence pour les amateurs d’histoire des spectacles et des arts de la scène[52].
- 2017 :  Cardin, anthologie consacrée à Pierre Cardin à l’occasion de ses soixante-dix ans de carrière, préfacée par Marisa Berenson [53],[54],[55],[56],[57].
- 2018 : Il fait paraître encore aux éditions Gourcuff-Gradenigo : Luberon, Provence secrète. Ce bel ouvrage richement illustré est une invitation à la découverte des plus beaux villages et paysages du Luberon[58],[59],[60],[61],[24].
- 2020 : Il dévoile le 1er juillet à la librairie Galignani son dernier ouvrage :  Capri l’éternelle, une ode à la mythique île italienne, préfacé par Brigitte Bardot[62],[63],[64],[65],[66],[67].
- 2022 :  Il publie chez Flammarion, un portrait intime du célèbre couturier Pierre Cardin : Pierre Cardin Mode Mythe Modernité[68],[69]. Le 2 décembre, à l’occasion du trentième anniversaire de l’installation du couturier sous la coupole, il présente chez Maxim’s : Pierre Cardin et l’Institut, publié aux éditions Gourcuff-Gradenigo.
- 2025 :  Il  lance le 5 juillet à la Mairie de Salon, un nouvel ouvrage qui met à l’honneur sa ville natale : Salon de Provence, Mémoires d’une ville, publié aux éditions Odyssée[70],[71].

Il a collaboré ces dernières années à divers magazines, journaux et reportages de télévision (Gala, Imprévu, Le Régional) ,.
Jean-Pascal Hesse est à l’initiative avec Pierre Cardin et Éric Ollivier de la création du prix littéraire Casanova décerné depuis 2010 et qui récompense chaque année un écrivain européen.